# Eric Borchard
Eric Borchard (eigentlich Erich Borchardt, * 27. August 1886 in Berlin; † 21. Dezember 1934 in Straßburg, nach anderen Quellen 30. Juli 1934 in Amsterdam) war Klarinettist, Altsaxophonist und Bandleader. Er gilt als deutscher Jazzpionier.

## Leben und Wirken
Borchard war vor dem Ersten Weltkrieg erster Klarinettist der Dresdner Philharmoniker und gründete, nachdem er aus den USA, wo er kurze Zeit 1918/19 als Musiker gearbeitet hatte, zurückgekehrt war, 1919 die erste deutsche Band, Eric Concerto’s Yankee Jazz Band, die (nach eigenem Bekunden) „auf einigermaßen kompetente Weise“ Jazz zu spielen vermochte und nach dem Vorbild nordamerikanischer Dixieland Jazzbands (wie den Louisiana Five) spielte. Er begleitete Stummfilme und spielte auch in zwei Filmen 1921/22 einen Jazz-Bandleader (etwa in Fritz Langs Dr. Mabuse, der Spieler). Seinem Stil blieb er auch treu, als er ab 1922 die Eric Borchard’s Atlantic Jazz Band leitete, welcher unter anderem der afro-amerikanische Posaunist Earl Granstaff, der Posaunist Emile Christian, der Trompeter Wilbur Kurz und der Pianist Austin Egen angehörten. Zur Schulung verlangte er von sich und seinen Mitmusikern, sich über das Abhören von neuem Plattenmaterial zu schulen; seine Aufnahmen ab 1924 sind mit denen amerikanischer Jazz-Größen vergleichbar. Er spielte auch mit weiteren durchreisenden amerikanischen Musikern wie Creighton Thompson (dr).
Borchards erste Schallplattenaufnahme fand im Oktober 1920 statt; seine letzten Aufnahmen stammen aus dem Jahr 1932. Anfangs erschienen seine Platten bei Polyphon, gegen Mitte der 1920er Jahre bei der Deutschen Grammophon. Insgesamt stammen von ihm in der Zeit 1920 bis 1925 rund 150 Aufnahmen. Nach mehrjähriger Pause spielte er noch einmal 1932 einige Titel für die Triton Schallplatten GmbH (Labels: Triva und Goldplatte) ein.  Nach Bert Noglik war er einer der ersten Jazzpioniere in Deutschland mit einer jazzspezifischen Spielweise (Phrasierung, Tonbildung, Improvisation).
Außer der Musik seiner amerikanischen Vorbilder eignete sich Borchard auch deren Lebensstil an; nach Skandalen um Drogen und Frauen und einer Verurteilung wegen Totschlags, wegen der Machtergreifung der Nationalsozialisten von einer Auslandstournee nicht zurückgekehrt, beging er 1934 Selbstmord, wahrscheinlich mittels einer Überdosis Rauschgift.

## Diskografie
- Horst J. Bergmeier, Rainer E. Lotz: Eric Borchard Story. Edition „der Jazzfreund“, Menden 1988 (Jazzfreund-Publikation; Nr. 35).
- Yankee Jazz Band (Memento vom 18. Januar 2008 im Internet Archive)
- Atlantic Jazz Band

Ausgewählte Schallplattenaufnahmen
- After You Get What You Want, You Don't Want It. Foxtrot - Polyphon 50195 (mx 140 av) - Berlin ca. Mai 1921
- Oh Sister, Ain't That Hot. Foxtrot - Grammophon 20122 (mx 1981 ax) - Berlin November 1924
- Some of These Days. Foxtrot - Triva 0504 (mx 504) - Berlin ca. September 1932